# جاك كريستوفاري
جاك كريستوفاري (بالفرنسية: Jacques Cristofari)‏ هو لاعب كرة قدم فرنسي في مركز الدفاع، ولد في 8 أغسطس 1978 في باستيا في فرنسا. لعب مع سي أ باستيا ونادي باستيا ونادي بولون ونادي جازيليك أجاكسيو.

## وصلات خارجية
- جاك كريستوفاري على موقع قاعدة بيانات كرة القدم.إي يو (الإنجليزية)